# Onthophagus intonsus
Onthophagus intonsus là một loài bọ cánh cứng trong họ Bọ hung (Scarabaeidae).